# Boriša Đorđević
Borislav Đorđević (Bor, 30 ottobre 1953) è un ex calciatore jugoslavo, di ruolo attaccante.

## Carriera

### Nazionale
Il suo debutto con la nazionale jugoslava risale al 22 maggio 1976 nella partita contro la Galles giocatasi a Cardiff. La sua ultima partita con i Plavi risale al 5 ottobre 1977 contro l'Ungheria a Budapest.
Indossò la maglia della nazionale per un totale di cinque partite.

## Statistiche

### Cronologia presenze e reti in nazionale
| Cronologia completa delle presenze e delle reti in nazionale ― Jugoslavia | Cronologia completa delle presenze e delle reti in nazionale ― Jugoslavia | Cronologia completa delle presenze e delle reti in nazionale ― Jugoslavia | Cronologia completa delle presenze e delle reti in nazionale ― Jugoslavia | Cronologia completa delle presenze e delle reti in nazionale ― Jugoslavia | Cronologia completa delle presenze e delle reti in nazionale ― Jugoslavia | Cronologia completa delle presenze e delle reti in nazionale ― Jugoslavia | Cronologia completa delle presenze e delle reti in nazionale ― Jugoslavia |
| Data                                                                      | Città                                                                     | In casa                                                                   | Risultato                                                                 | Ospiti                                                                    | Competizione                                                              | Reti                                                                      | Note                                                                      |
| ------------------------------------------------------------------------- | ------------------------------------------------------------------------- | ------------------------------------------------------------------------- | ------------------------------------------------------------------------- | ------------------------------------------------------------------------- | ------------------------------------------------------------------------- | ------------------------------------------------------------------------- | ------------------------------------------------------------------------- |
| 22-5-1976                                                                 | Cardiff                                                                   | Galles                                                                    | 1 – 1                                                                     | Jugoslavia                                                                | Qual. Euro 1976                                                           | -                                                                         |                                                                           |
| 25-9-1976                                                                 | Roma                                                                      | Italia                                                                    | 3 – 0                                                                     | Jugoslavia                                                                | Amichevole                                                                | -                                                                         |                                                                           |
| 10-10-1976                                                                | Siviglia                                                                  | Spagna                                                                    | 1 – 0                                                                     | Jugoslavia                                                                | Qual. Mondiali 1978                                                       | -                                                                         | 70’                                                                       |
| 3-7-1977                                                                  | Buenos Aires                                                              | Argentina                                                                 | 1 – 0                                                                     | Jugoslavia                                                                | Amichevole                                                                | -                                                                         | 70’                                                                       |
| 5-10-1977                                                                 | Budapest                                                                  | Ungheria                                                                  | 4 – 3                                                                     | Jugoslavia                                                                | Amichevole                                                                | -                                                                         | 46’                                                                       |
| Totale                                                                    |                                                                           | Presenze                                                                  | 5                                                                         |                                                                           | Reti                                                                      | 0                                                                         |                                                                           |

## Palmarès

### Club

#### Competizioni nazionali
- Campionato jugoslavo: 1

Hajduk Spalato: 1978-1979
- Coppa di Jugoslavia: 2

Hajduk Spalato: 1975-1976, 1976-1977
- Campionato tedesco: 2

Amburgo: 1981-1982, 1982-1983

#### Competizioni internazionali
- Coppa dei Campioni: 1

Amburgo: 1982-1983